# The Sputniks
The Sputniks foi um conjunto musical formado no Rio de Janeiro, em 1957, por Tim Maia (na época Tião Maia), acompanhado de Roberto Carlos, Arlênio Lívio, Edson Trindade, Wellington Oliveira e José Roberto "China". O nome foi influenciado pelos noticiários dos voos orbitais da sonda Sputnik. Considerado pelos seus criadores um conjunto moderno e, portanto tinha que ter um nome de acordo com a época e nada melhor do que o nome de um satélite espacial. Certa vez, Roberto Carlos, por não encontrar a letra da canção de "Hound Dog", de Elvis Presley, conheceu aquele que se tornaria o maior parceiro musical, o maior fã de Elvis Presley daquela turma de amigos, que era Erasmo (Carlos) Esteves.
Após uma aparição televisiva no programa Clube do Rock, da TV Tupi, Roberto Carlos fez um acordo com o produtor Carlos Imperial para aparição solo na semana seguinte. Maia ficou revoltado e passou a xingar o colega nos próximos ensaios, levando Roberto a sair do grupo. Após assistir a apresentação de Roberto, Maia saiu do grupo e foi atrás de Imperial para apresentar-se sozinho com o nome de Tim Maia.
Com a saída de Tim Maia, o grupo The Sputniks passou a se chamar The Snakes, passando a integrá-lo, também,  José Roberto "China". Roberto Carlos parte, então, em carreira solo, enquanto em 1961, Erasmo Carlos grava no vocal do grupo, em 78 rpm, a canção "Para sempre", de Marcucci, Di Angelis e Paulo Murilo e o fox-rock "Namorando", de Carlos Imperial, pelo selo Mocambo.
Ainda com Os Snakes, Erasmo lançou, no ano seguinte, pela Columbia, o LP "Só twist", apresentando-se, empresariado por Carlos Imperial, em programas de rádio e TV.